# Károlyi Beregffy
Károlyi Beregffy, madžarski general, * 1888, † 1946.